# Double Face
Double Face é o décimo nono álbum de estúdio da dupla brasileira de música sertaneja Zezé Di Camargo & Luciano, foi lançado em 2010. Com o disco, a dupla recebeu sua quarta indicação e venceram pela terceira vez o Grammy Latino.
O álbum foi lançado em formato dupla face, sendo o lado A com músicas inéditas e algumas regravações e o lado B com releituras de clássicos sertanejos dos anos 80 e 90.

## Faixas

### Lado A: Inéditas
| N.º | Título                              | Compositor(es)                                                        | Duração |  |
| 1.  | "Tapa na Cara"                      | Carlos Randall / Villa / Zel Moreira                                  | 3:26    |  |
| 2.  | "Apaixonite Aguda"                  | Helio Gomes / Ed Reis / Stival / Vinícius                             | 3:09    |  |
| 3.  | "Derrama Esse Amor em Mim"          | Carlos Randall / Tivas                                                | 2:57    |  |
| 4.  | "Um Amor Pra Vida Inteira"          | Edson / Felipe / Flavinho                                             | 3:05    |  |
| 5.  | "Esse Amor Não Valeu"               | Rick / Alexandre / Zezé Di Camargo                                    | 3:15    |  |
| 6.  | "Mentes Tão Bem (Mientes Tan Bien)" | Leonel García Nuñez / Nahuel Rodríguez Scharjs (versão: Luiz Cláudio) | 3:49    |  |
| 7.  | "Louco de Amor Por Você"            | Alvaro Socci                                                          | 4:27    |  |
| 8.  | "Um Novo Cara"                      | Darci Rossi / Alexandre                                               | 3:15    |  |
| 9.  | "Ninguém Vai Bagunçar a Minha Vida" | Cecílio Nena / Zel Moreira / Nivardo Paes                             | 3:09    |  |
| 10. | "Comendo em Sua Mão"                | César Augusto / Danimar                                               | 3:14    |  |
| 11. | "Eres Todos Los Extremos"           | Lucas Robles / Augusto Cabrera                                        | 3:30    |  |
| 12. | "Estrada"                           | Zezé Di Camargo / Luciano                                             | 3:07    |  |
| 13. | "Do Seu Lado/Tão Linda e Tão Louca" | Nando Reis; Elias Muniz / Lucas Robles                                | 8:59    |  |

### Lado B: Regravações
| N.º | Título                                        | Compositor(es)                            | Duração |  |
| 1.  | "Cada Qual Tem Seu Valor"                     | Juliano / Compadre Lima                   | 3:16    |  |
| 2.  | "Solidão no Seu Lugar"                        | Carlos Randall / Danimar                  | 3:21    |  |
| 3.  | "Metade de Alguém"                            | Darci Rossi / Marciano                    | 3:04    |  |
| 4.  | "Noite de Tortura"                            | Chrystian / Ralf                          | 2:55    |  |
| 5.  | "Roupa de Lua de Mel"                         | Carlos Randall / Dimarco                  | 3:58    |  |
| 6.  | "Aguenta Coração"                             | Carlos Cesar / José Homero                | 2:37    |  |
| 7.  | "Do Outro Lado da Cidade"                     | Carlos Randall / Danimar                  | 3:04    |  |
| 8.  | "Voando Baixo"                                | Edson / Felipe                            | 2:48    |  |
| 9.  | "Telefone Mudo/Ainda Ontem Chorei de Saudade" | Franco / Peão Carreiro; Moacyr Franco     | 5:43    |  |
| 10. | "Copo Duplo de Solidão"                       | Maracaí                                   | 3:33    |  |
| 11. | "Não Quero Piedade"                           | Ronaldo Adriano / Barrerito / Zé da Praia | 2:58    |  |
| 12. | "Distante Dela"                               | Miltinho Rodrigues / Mangabinha           | 2:36    |  |

- A faixa "Mentes Tão Bem" foi tema da novela Araguaia, da TV Globo.

## Certificações
| Brasil (Pro-Música Brasil)                | Ouro | 2010 | 100.000* |
| *número de vendas baseado na certificação |      |      |          |